# Циста
Циста (от греч. κύστις «пузырь») — временная форма существования микроорганизмов (обычно бактерий и протистов, многих одноклеточных), характеризующаяся наличием защитной оболочки, которая образуется в неблагоприятных условиях или в определённые моменты их жизненного цикла, а также сама эта оболочка.
Некоторые простейшие могут существовать в неблагоприятных условиях в форме цисты до нескольких лет.

## Цистыбактерий
Цисты многих бактерий также называют экзоспорами. Цисты представителей рода Azotobacter являются более устойчивыми к действию неблагоприятных факторов внешней среды, чем вегетативные[неопределённость]  клетки — так, цисты в два раза более устойчивы к действию ультрафиолетового излучения чем вегетативные клетки, устойчивы к высушиванию, гамма-излучению, солнечной радиации, действию ультразвука, однако не являются устойчивыми к действию высоких температур. Формирование цист индуцируется изменением концентрации питательных веществ в питательной среде, добавлением некоторых органических веществ (например этанола, н-бутанола и β-гидроксибутирата) к питательной среде, цисты редко образуются в жидких питательных средах, инцистирование может быть индуцированно химическими факторами, инцистирование сопровождается метаболическими сдвигами, изменениями в катаболизме и дыхании, изменениями в биосинтезе макромолекул. Определённое значение в индукции инцистирования имеет альдегиддегидрогеназа, а также регулятор ответа AlgR. Циста представляет собой сферическое тело, состоящее из так называемого центрального тела, представляющего собой уменьшенную копию вегетативной клетки с большим количеством вакуолей, и двуслойной оболочки, внутренняя часть которой называется интима и имеет волокнистое строение, а внешняя экзина, представленная ровной, отражающей структурой, имеющей гексагональное кристаллическое строение, экзина частично гидролизуется трипсином и устойчива к действию лизоцима в отличие от центрального тела. Центральное тело может быть изолированно в жизнеспособном состоянии некоторыми хелатирующими агентами. Главными компонентами внешней оболочки цисты являются алкилрезорцинолы, состоящие из длинных алифатических цепей и ароматических колец, также представлены среди других бактерий, животных и растений

## Цистыводорослей
У перидиниевых водорослей, хризомонад, эвглен и некоторых других циста образуется в результате сжатия тела и выделения на его поверхности плотной, труднопроницаемой оболочки. Инцистирование наступает обычно при ухудшении условий внешней среды и служит для перенесения неблагоприятного периода. При попадании в благоприятные условия цисты прорастают, при этом их содержимое выходит из оболочки. Большей частью циста даёт одну новую особь, но иногда её содержимое разделяется и из цисты выходит несколько новых особей, то есть происходит размножение.

## Цистыпротистов
У некоторых жгутиковых, корненожек, споровиков и инфузорий различают цисту покоя и цисту размножения. В состоянии цисты покоя оболочки толстые, студневидные или твёрдые; состоят из хитиноподобных веществ, иногда минерализуются. Образуются при неблагоприятных условиях (например, при пересыхании или промерзании водоёма); у паразитических форм циста покоя обеспечивает переход от одного организма-хозяина к другому через внешнюю среду. Некоторые простейшие могут существовать во внешней среде в форме цисты несколько лет, например из рода Colpoda до 16 месяцев, Oicomonas — до 5,5 лет, a Peridinium — до 16,5 лет. Циста размножения имеет тонкую оболочку и образуется на короткий период, в течение которого содержимое цисты делится на несколько самостоятельных организмов.

## Цистыживотных
Некоторые паразитические формы нематод, такие как Heterodera glycines или Globodera, формируют цисту в процессе нормального жизненного цикла.